# Павел Кьору
Павло Кьору, Кьор або Кіор, повністю відомий як Павло Іванович Кьору-Янакі (рос. Павел Иванович Киор-Янаки, або Павел Кьору; 2 квітня 1902 — прибл. 1937) — молдовський журналіст, фольклорист і радянський політик. Він був серед бессарабської молоді, яка відкинула об'єднання цього регіону з Румунією, а тому втекла до Української Радянської Соціалістичної Республіки, де приєдналася до свого батька-комуніста. Кьору-молодший служив у Червоній армії та НК, брав участь у громадянській війні в Росії; здобувши освіту політкомісара та відомий керівництву Комуністичної партії (КПРС), він вийшов із війни як автор радянської пропаганди з літературними та музичними захопленнями. Його батько став засновником Молдавської Автономної Радянської Соціалістичної Республіки (МАРСР), створеної на українській території як заява радянських територіальних претензій на Бессарабію; хоча Кьору старший помер у 1926 році, його син продовжив свою політичну роботу, переїхавши до Балти.
Кьору особисто керував деякими з ключових інститутів радянського «молдовенізму» — доктрини, яка стверджувала, що молдовани (або молдавани) принципово відрізняються від румунів. Серед них газета Plugarul Roșu, літературний журнал Moldova Literarî та місцева Спілка письменників. Кьору був наркомом освіти МАСРР між 1928 і 1930 роками, і на цій посаді працював над створенням «молдовської мови» пролетаріату, головним чином перебільшуючи відмінності між молдовським діалектом і сучасною румунською. Він редагував словник Гаврила Буцюшкана, який був поміркованим зразком молдовенізму, але близько 1929 року взяв особисту відповідальність за проект, схвалюючи глибокий культурний сепаратизм через русифікацію лексики. На початку 1930-х років Кьору знову змінив свій світогляд, пропонуючи літературну мову, на яку в основному вплинув архаїчний діалект. Це зацікавило його вибірковим культивуванням класиків румунської літератури Васіле Александрі та Міхая Емінеску. Він привернув увагу у Великій Румунії своїми дослідженнями фольклору, і там його вважали мимовільним поборником румунського націоналізму.
У 1932 році Кьору підтримав радянські кампанії латинізації, за допомогою яких румунський алфавіт був фактично прийнятий МАРСР. Його культурна активність була значною мірою припинена до 1934 року, коли він обійняв політичні посади в Рибницькому районі і, можливо, був готовий стати лідером МАРСР. Це перебування раптово припинилося під час Великої чистки, коли його заклеймили як румунського націоналіста та троцькіста. У березні 1937 виключений з КПРС, у жовтні засуджений до розстрілу. Відомо, що його виконання було відкладено, але його остаточна доля залишається невідомою. Офіційні наративи, поширені на піку десталінізації, свідчать, що він помер у ГУЛАГу в 1943 році; їх ставлять під сумнів автори, які стверджують, що він, швидше за все, був розстріляний до кінця 1937 року.

## Біографія

### Походження та рання кар'єра
Кьору був уродженцем села Картал на півдні Бессарабії; на той час ця територія входила до складу Бессарабської губернії Російської імперії через Ізмаїльський повіт (тепер Ізмаїльського району України). Його точна дата народження, згідно з пізнішим дослідженням, — 2 квітня 1902 року. Його батько, відомий румунською як Іван Миколайович Кьор-Іонаке, а російською як Іван Миколайович Кіор-Янакі, був важливою фігурою в регіональному більшовицькому русі, допомагаючи організовувати комуністичну мережу в Катеринославі. Павло був музично обдарованою дитиною, продовжував виступати в аматорських хорах, а також став мультиінструменталістом (вмів грати на фортепіано, акордеоні, мандоліні та арфі). Відомо, що він був зарахований до Болградської середньої школи приблизно в той час, коли Бессарабія здобула незалежність як Молдавська Демократична Республіка.
Він залишив край у 1918 році, коли він об'єднався з Румунією. Він переплив Дністер і пішов добровольцем на службу в Червону армію, брав участь у громадянській війні в Росії. Оселившись на деякий час у Радянській Росії, Павло був прийнятий до Всеросійської комуністичної партії (майбутньої КПРС) у 1919 році, а потім приєднався до свого батька в Катеринославі; тут він був призначений до комуністичної таємної поліції, НК, яка слугувала такою між 1920 і 1922 роками. Кьору-молодший закінчив Комуністичний університет імені Свердлова в Москві в 1924 році. Виступав як виконавець народних мелодій для низки благодійних концертів, збираючи кошти для тих, хто пережив голод на Волзі. З 1924 року батько Кьору був переважно активним у Радянській Україні, приєднавшись до обласного комітету Української більшовицької партії в Одесі, а потім був прийнятий до Центрального виконавчого комітету Радянського Союзу. Його також покликали допомогти у створенні підлеглої МАРСР, розташованої на захід від цього міста, але лише до квітня 1926 року, коли він помер у Кисловодську. У 1924—1925 роках Кьору-молодший повернувся до Червоної Армії на посаду політкомісара Червоного козацтва. Потім він став першим секретарем осередку українського комсомолу в новоствореній молдавській державі; у цей період відбувся його перший внесок у радянську пропаганду, брошури Что такое комсомол («Що таке комсомол?», 1925) і «Наша смена — пионеры» («Наша зміна: піонери», 1926).
Оселившись у Балті, Кьору допоміг заснувати газету Plugarul Roșu, працюючи її головним редактором, і став наркомом освіти МАРСР, на цій посаді він допоміг заснувати Спілку письменників. Ймовірно, він був головним літературним автором у Plugarul Roșu, з колонкою під назвою Ungherașul poeziei norodnice moldovenești («Маленький куточок молдавської народної поезії»), пізніше Pagina Literarî («Літературна сторінка»). Згодом він став самостійним журналом Moldova Literarî («Літературна Молдова») — незвичайним у радянському контексті тим, що він був редакційно незалежним. Його прихід припав на той час, коли професійна інтелігенція МАССР розділилася на румунів і молдовенізаторів. Як зазначає російський вчений Олег Гром, колишня група, яка все ще насолоджувалася відносною верховенством, не вважала румунами молдаван як відзначена етнічною приналежністю, як за класом: «„Румуни“ в цьому тлумаченні — це, перш за все, бояри і капіталісти, які „дурили“ власний народ». Натомість молдовенізатори активно прагнули створити «молдавську мову», сподіваючись трансформувати класову свідомість у новий етнічний націоналізм. Власний інтерес Кьору до лінгвістичної галузі спонукав його стати видавцем російсько-молдовського словника, укладеного Гаврилом Бучусканом у 1926 році; він розділив редакційні титри з письменником Дмитром Мілєвим. Рецензуючи цей внесок, історик Маріус Таріце зазначає, що, незважаючи на збереження локалізованого кириличного письма, він ще не схвалює твердження про те, що «молдовська» була цілком відмінною від румунської.

### Створення мови
Експеримент Кьору з мовою почався у вересні 1926 року, коли його призначили директором Наукового комітету МАРСР — у цьому інституті працював лише один відділ, присвячений лінгвістиці, який очолював граматик Леонід Мадан. Озираючись на цю діяльність через чотири роки, Кьору стверджував, що румунський не просто відрізняється від молдавської, але й незрозумілий для ораторів останнього (хоча він також повідомив про своє роздратування, що багато носіїв МАРСР, включаючи дуже визначні наукові кадри, вважають, що молдовська та румунська мови є однією та однакові). Він служив наркомом освіти між 1928 і 1930 роками, коли, як зазначає філолог Василе Багнару, він виступав за політичне спрямування лінгвістики; він підтримував наголос на відмінностях між архаїчним молдавським діалектом і модернізованою румунською мовою, пропонуючи, щоб комуністи могли створити молдавську мову з першої; на цій основі Кьору припустив, що румунська мова була мовою «експлуататорів», тоді як молдовська була мовою «експлуатованих». Він взяв на себе особисту відповідальність за проект, замінивши словник Бучускана своїми власними працями з лексикографії та трактатом «Dispri orfografia linghii moldovinești» (з'явився в Бірзу в 1929 році); «або за вибором Кьору, або через доповнення та зміни редакторів», вони рекомендували русифіковану лексику з такими термінами, як soiuz для «союзу» (замість румунського unire).
У своїй доповіді в листопаді 1929 року Кьору стверджував, що створення нових мов було загальносоюзним процесом, у якому брали участь багато інших радянських мов; у своєму вступі до одного з підручників Мадана він засудив стандарт Бучускана як занадто румунський. Що стосується орфографії, Кьору виступав за оновлення кирилиці прямими запозиченнями з російського алфавіту — включно з я та ю — стверджуючи, що це «демократичний, спрощений і науковий» підхід. Рецензуючи його внесок, лінгвіст Анатоль Ленца зауважує, що він «повністю змінив» звичні стандарти румунського кириличного алфавіту, сприяючи русифікації. Кьору та Мілєв підтримали Мадана, який також запропонував письменникам сфабрикувати лексику «молдавського соціалізму». Разом з І. Кушмаунсе вони написали звернення, в якому стверджувалося, що: «Нам не потрібна румунська літературна граматика, оскільки така граматика повністю задушила б нашу молдавську мову» (Ноауы ну ні требуі граматикі літератури ромыніаскы кэч ку ашэ граматики ной ом ынабушы ди тэт лимба ноастры молдовиняси).
У 1930 році Кьору визнав, що його більше цікавить створення «рідної мови» та «живої мови», а не повноцінної молдовської літературної мови; він також повідомив, що не цікавиться історичним фоном народної мови МАРСР, просто описуючи тему як «важку». Після того, як він переключив увагу на літературне вираження, він пом'якшив свою позицію, віддаючи перевагу старим румунським джерелам і покладаючись на моделі мовлення його рідної Бессарабії — таким чином ізолювавши себе від інших активістів, які хотіли мову, засновану на порівняно екзотичних моделях мовлення Дубоссар. Кьору також захоплювався румунським фольклористом Васіле Александрі, бажаючи наслідувати його роботу в цій галузі. Він неодноразово закликав усіх місцевих комуністів добре ознайомитися з тим, що він називав «молдовською літературою», а також пропагувати її в селах.
Як зазначає етнограф Марія Чокану, власна діяльність Кьору, «першого радянського молдовського фольклориста», була забарвлена його іншою ідентичністю — «войовничим марксистським ідеологом». Його дослідження румунського фольклору, включаючи книгу 1927 року Zicătoarele moldovenești («Молдавські приказки»), зібрали лише те, що «узгоджувалося з радянською ідеологією». Його вихід як музикознавця включав книгу «революційних пісень», написану разом із композитором Михаілом Баком та надрукована в Балті невідомо коли (можливо, наприкінці 1920-х). Кьору особисто впорався з перекладом на російську мову і записав відповідні музичні бали, висловивши надію на те, що хори будуть сформовані у кожному селі. У книзі незвичайно представлений румунський націоналістичний гімн Hora Unirii, представлений тут як «Хора робітників».
У 1928 році Кьору втягнувся в кампанію молдовенізації, оголошену Йосипом Бадеєвим як стандартну політику Обкому комуністів Молдови. І Бадеєв, і Кьору пояснили, що Радянський Союз готується до війни з Королівством Румунія та має намір завоювати Бессарабію (визначену як «невід'ємну частину радянської Молдавії»). Коли він попросив, щоб літературний стандарт був заснований на основному бессарабському діалекті, то зазначив, що такий вибір сприятиме національному визволенню всіх молдаван. Кьору проголошував молдовенізацію як «грандіозну репетицію», наприкінці якої «кадри» МАРСР будуть готові «пройти в Бессарабію» і взяти на себе управління нею. Незважаючи на революційний зміст «Zicătoarele» (включаючи обкладинку з пролетарсько-інтернаціоналістичним гаслом «Робітники всього світу, єднайтеся!»), його критикували за включення зразків з усього регіону Молдови (включаючи Західну Молдову), а також за адаптацію тексту Міхая Емінеску. Історик Петру Негура вважає, що Кьору, як і його колега-письменник Самуїл Лехтцір, або не знав, або вдавав, що не знає, що поезія Емінеску не була селянським фольклором. Колекція Кьору здобула похвалу від вченого-біженця-антикомуніста Нікіти Смокини, який зазначив, що він перевіз стандарти Александрі до МАРСР, водночас знайомлячи румунів із молдавським фольклором навіть із Кавказу.

### Занепад і потомство
Тонізований підхід Кьору, який включав пошук мовного натхнення у хроніках старого молдавського князівства, заслужив похвалу з боку комуністичного лідера Комуніста Іона Окінчі. Останній згадував, що Кьору також є автором словника, який сам по собі був прогресивним і мав позитивну роль (незважаючи на те, що автор погано підготовлений) Критикований іншими за його підхід до молдовенізації, Кьору виправдовувався тим, що його підтримує «Коренізація». У листі до Лазаря Кагановича, який обіймав посаду першого секретаря України в червні 1928 року, Кьору пояснював: «Я вважаю українізацію не гіршою за молдовенізацію, наприклад, і я буду проводити „огрузинізацію“ не менше, ніж грузин, якщо мене завтра відправлять на роботу в Грузію, тому що розуміння цієї потреби було прищеплено мені партією як школою революції». До 1931 року він і Мадан вдосконалили свій підхід до питань орфографії та лексикографії. Вони все ще зосереджувалися на «демократичності» отриманого стандарту, але критикували повне російське усиновлення, якому віддавали перевагу освяченим румунським термінам. У деяких випадках Кьору дотримувався стандарту Румунської академії, але критикував румунських комуністичних емігрантів до МАРСР за використання ними французьких термінів. З 1932 року Кьору був гарячим прихильником радянських кампаній латинізації, які фактично принесли румунський алфавіт до МАРСР.
Історик Валерія Челару вважає цей період вирішальним зрушенням у радянській політиці: зміцнюючи свою ідеологічну команду, Йосип Сталін тепер повільно відвертається від коренізації та «місцевого націоналізму», віддаючи перевагу радянському патріотизму. Більше того: «На думку деяких учасників подій, ініціатива латинізації та зближення молдовської та румунської культур виходила від самого Сталіна». Саме в результаті цього переходу, а також через очевидні провали молдовського націоналізму, Кьору втратив свою посаду в Науковому комітеті в 1931 році. Його безпосереднім наступником став Очинський, який продовжив нападати на Мадана як нібито «контрреволюціонера» і вимагав, щоб латинізація проводилась разом із лексичною диверсифікацією; як зазначає Челару: «Коротко кажучи, нова офіційна мова в МАРСР нічим не відрізнялася від мови, якою розмовляли в Румунії». Під час піку таких кампаній Кьору був відсутній у республіці, його відправили до Москви. Як стверджував історик Олег Галушенко, його, ймовірно, розглядали на високу посаду в апараті управління МАРСР. Очинський повідомляє, що Кьору змусили піддатися самокритиці, він перебував у Москві для проходження ідеологічної перепідготовки.
Після повернення в 1934 році Кьору став секретарем Молдовського обкому в Рибницькому районі. Досі інвестований у популяризацію молдовського фольклору, він відвідував виступи місцевого відомого Лаутара Георге Мургу. Політику латинізації було швидко скасовано напередодні Великої чистки, а її прихильників відсторонили як підозрюваних і звинуватили в приховуванні румунського націоналізму. Самого Кьору було знищено, водночас назвавши його агентом прорумунських і троцькістських кіл. Письменника виключили з партії 20 березня 1937 року. Це рішення вийшло безпосередньо від ВЦРПУ — єдиний випадок в історії, коли Політбюро займалося пониженням губернського кадру МАРСР. Кьору заарештувало НКВС або в червні, або в серпні (усіх інших співробітників Plugarul Roșu так само було схоплено протягом однієї ночі). Під час допиту він та Іван Криворуков «зізналися, що брали участь у націоналістичній змові» під керівництвом опального комуніста Григорія Старого.
Пізніші біографії часто повідомляють, що Кьору було депортовано до сибірського ГУЛАГу, і що він помер там у 1943 році у віці 41 року. Учений Юрій Колесник зазначає, що це було навмисне неправильне керівництво радянською владою, яка під час десталінізації вважала Велику чистку ганебною. Як записав Колесник, Кьору фактично був розстріляний НКВС у Тирасполі 11 жовтня 1937 року; ця розповідь частково підтверджується Галушенко, який зазначає, що нібито смертний вирок було винесено 8 жовтня. Історики Георге Негру та Михаіл Таске підтверджують останню дату, але також зазначають, що Кьору та Бадєєв, а також 16 інших засуджених до смертної кари, фактично отримали призупинення страти 11 жовтня за рішенням Миколи Єжова. Смочіне записав заяви про те, що примірники творів Кьору були спалені радянською владою, оскільки вони демонстрували «духовну єдність румунів на всіх землях».
Вирок Кьору було винесено менш ніж за три роки до радянської окупації Бессарабії, яка об'єднала більшу частину МАРСР з колишньою румунською територією, заснувавши Молдавську Радянську Соціалістичну Республіку з центром у Кишиневі. Десталінізація в цій новій політиці також означала реабілітацію Кьору, що дозволило йому бути визнаним засновником Спілки письменників у всій Радянській Молдавії. Під час допиту в КДБ під час хрущовської відлиги Оцинський висловив свою вдячність своєму попереднику: «Кьор, комуніст, активно боровся за підтримку генеральної лінії партії». Цей новий режим підвищив сина Кьору, який вижив, Георгія Павловича Кьора, який працював менеджером електростанції в Кучурганах. У 1960-х роках Іван Бодюл, який очолював Комуністичну партію Молдови, заохочував перевидання творів Кьору та інших письменників, загиблих під час Великої чистки, як повідомляється, віддаючи перевагу цьому проекту над будь-якою книгою бессарабського румунського класика. Таке піднесення було висміяно в незгодній епіграмі, складеній Архипом Чиботару; було зазначено, що молдовська література була повністю розроблена та залежна від двох радянських активістів з тим самим іменем: Павлом Кьору та Павлом Боцю. У 1990 році, на піку перебудовної лібералізації, Музею історії Кишинева було дозволено зробити виставку, присвячену пам'яті жертв сталінізму. Вона включав портрет Кьору, в якому його називали депортованим, а не жертвою страти. У 2021 році Галушенко стверджував, що внесок Кьору у фольклористичних дослідженнях «зберіг свою наукову значущість донині».